# Émile Senart
Pour les articles homonymes, voir Sénart (homonymie).
Émile Charles Marie Senart (26 mars 1847 à Reims - 21 février 1928 à Paris) est un indianiste français.

## Biographie
Outre de nombreux travaux épigraphiques, on lui doit notamment plusieurs traductions en français de textes bouddhistes et hindous, dont plusieurs Upaniṣad.
Il est le professeur de Paul Pelliot au Collège de France.
Membre de l’Académie des inscriptions et belles-lettres en 1882, président de la Société asiatique de 1908 à 1928 et fondateur de l'Association française des amis de l'Orient en 1920.

## Œuvres (partielles)
- Essai sur la légende du Bouddha - Paris, 1875
- Les Inscriptions de Piyadasi - Paris
- Les Inscriptions de Piyadasi / 1 / Les quatorze édits 1881
- Les Inscriptions de Piyadasi / 2 / L.édits détachés. L'auteur et la langue der édits 1886
- Le Mahāvastu : Texte Sanscrit. Publié pour la première fois et accompagné d'introductions et d'un commentaire par E. Senart. - Paris : Imprimerie Nationale, 1882-1897 o Volume 1 1882 o Volume 2 1890 o Volume 3 1897
- Les Castes dans l'Inde, les faits et le système - Paris, 1896 (Caste in India. Translated by E. Denison Ross. London 1930)
- Text of Inscriptions discovered at the Niya Site, 1901 / Transcr. and edited by A. M. Boyer, E. J. Rapson and E. Senart. Oxford : Clarendon Press, 1920 (Kharosthi Inscriptions discovered by Sir Aurel Stein in Chinese Turkestan ; 1)
- Text of Inscriptions discovered at the Niya, Endere, and Lou-lan Sites, 1906-7 / Auguste M. Boyer; Edward James Rapson; Émile Charles Marie Senart. - Oxford, 1927
- Bhagavadgîtâ, Bossard, 1922
- Chāndogya Upaniṣad Traduite et annotée par Emile Senart, Société d'édition: Les Belles Lettres, Paris, 1930